# تشاه أشكذري ها (محمدية أردكان)
تشاه أشکذري ها (بالفارسية: چاه اشکذری‌ها) هي قرية تقع في إيران في قسم محمدیة الريفي.